# LeRoy Ellis
LeRoy Ellis (Nova Iorque, 10 de março de 1940 – Scappoose, 2 de junho de 2012) foi um jogador de basquete norte-americano que foi campeão da Temporada da NBA de 1971-72 jogando pelo Los Angeles Lakers.